# دهستان کاسپا
دهستان کاسپا (به لاتین: Kasepää Parish) یک دهستان در استونی است که در شهرستان یوگوا واقع شده‌است.

## خصوصیات
دهستان کاسپا ۴۰٫۸۷ کیلومترمربع مساحت و ۱٬۳۸۱ نفر جمعیت دارد.